# Logan Ryan
Logan Ryan (Berlin, 9 febbraio 1991) è un ex giocatore di football americano statunitense che ha militato nel ruolo di cornerback per 11 stagioni nella National Football League (NFL). Fu scelto nel corso del terzo giro (83º assoluto) del Draft NFL 2013 dai New England Patriots. Al college ha giocato a football alla Rutgers University.

## Carriera

### New England Patriots
Ryan fu scelto nel corso del terzo giro del Draft 2013 dai New England Patriots. Debuttò come professionista nella vittoria della settimana 1 contro i Buffalo Bills. Nella settimana 8 contro i Miami Dolphins mise a segno due sack su Ryan Tannehill. Fece registrare il secondo intercetto in carriera nella vittoria in rimonta della settimana 12 contro i Denver Broncos.
Il primo intercetto del 2014, Ryan lo mise a segno nella settimana 2 in casa dei Minnesota Vikings.
Dopo aver conquistato il suo primo Super Bowl, il 1º febbraio 2015 contro i Seattle Seahawks, il 5 febbraio 2017 si ripeté partendo come titolare nel Super Bowl LI contro gli Atlanta Falcons nel 34-28 ai tempi supplementari.

### Tennessee Titans
Il 10 marzo 2017, Ryan firmò con i Tennessee Titans. Nel primo turno dei playoff 2019 mise a segno un intercetto sull'ex compagno Tom Brady con i Titans che eliminarono i Patriots campioni in carica. La settimana seguente guidò la sua squadra con 13 placcaggi nella vittoria a sorpresa sui Baltimore Ravens numero 1 del tabellone della AFC.

### New York Giants
Il 31 agosto 2020 Ryan firmò con i New York Giants. Il 25 dicembre 2020 firmò un nuovo contratto triennale del valore di 31 milioni di dollari.
Il 17 marzo 2022 Ryan fu svincolato dai Giants.

### Tampa Bay Buccaneers
Il 24 marzo 2022 Ryan firmò con i Tampa Bay Buccaneers. Il 30 agosto Ryan non rientrò nel roster attivo iniziale e fu quindi svincolato dai Buccaneers che però il giorno successivo lo ricontrattualizzarono a causa dell'infortunio di Ryan Jensen.. Il 18 ottobre 2022 fu spostato in lista riserve/infortunati dopo un infortunio ad un piede subito nella gara del quarto turno. Tornò disponibile il 5 dicembre. Terminò la stagione 2022 con nove presenze, di cui sei da titolare, con 37 tackle totali, 24 in solitaria, tre passaggi deviati, un intercetto e un fumble forzato.

### San Francisco 49ers
Il 6 dicembre 2023 Ryan firmò con i San Francisco 49ers dopo l'infortunio della safety titolare Talanoa Hufanga. Ryan terminò la stagione 2023 giocando in cinque gare, due da titolare, con 13 tackle totali.
Nel Super Bowl LVIII, in cui i 49ers furono sconfitti 25-22 ai tempi supplementari dai Kansas City Chiefs, Ryan fece sette tackle e un fumble forzato.

### Ritiro
Il 9 aprile 2024 Ryan annunciò il suo ritiro dal football professionistico.

## Palmarès

### Franchigia
- Super Bowl : 2

New England Patriots: XLIX, LI
- American Football Conference Championship: 2

New England Patriots: 2014, 2016
- National Football Conference Championship: 1

San Francisco 49ers: 2023